# Srbská fotbalová reprezentace do 20 let
Srbská fotbalová reprezentace do 20 let (srbsky Omladinska reprezentacija Srbije) reprezentuje Srbsko na mezinárodních turnajích, jako je Mistrovství světa ve fotbale hráčů do 20 let. Má přezdívku Orlići (orlíci). Je následovnicí Fotbalové reprezentace Srbska a Černé Hory do 20 let.

## Mistrovství světa
Na Mistrovství světa ve fotbale hráčů do 20 let 2015 na Novém Zélandu vybojovala svůj první titul v této kategorii. Navázala tak na jugoslávský výběr do 20 let, který vyhrál MS U20 v roce 1987.
| Rok    | Účast                                           | Soupisky |
| ------ | ----------------------------------------------- | -------- |
| 2015   | Zlatá medaile                                   |          |
| Celkem | účast – 1× zlato – 1×, stříbro – 0×, bronz – 0× |          |